# 张钧 (金朝)
张钧（11世纪—1149年6月14日），燕地汉族人。最初事辽，为鸿胪寺少卿、辽兴军节度掌书记。金朝天会四年（1124年），被金朝任为南京留守的辽朝降将张觉投降北宋，张钧奉归顺表入朝，被除授徽猷阁待制。不久金朝灭北宋。十五年（1137年）十一月，金朝废除伪齐，复用张钧为礼部侍郎。
金熙宗皇统九年（1149年）五月，熙宗因四月天有异象，下令大赦，命时任翰林学士的张钧草罪己诏。张钧认为应该深自贬损，所作诏书有“惟德弗类，上干天威”“顾兹寡昧眇予小子”等语。参知政事萧肄奏称“弗类是大无道，寡者孤独无亲，昧则于人事弗晓，眇则目无所见，小子婴孩之称”，是汉人假借文字诽谤辱骂主上。熙宗大怒，命卫士拽张钧下殿，拷打数百下，不死，亲手持剑划开张钧的嘴将他剁成肉酱。赐萧肄通天犀带。熙宗问是谁所指使，左丞相完颜宗贤说是熙宗堂兄太保完颜亮。熙宗不悦，于是出完颜亮为领行台尚书省事。萧肄凭恃恩幸，倨视同列，遂与完颜亮交恶。
当年十二月完颜亮篡位后，加大臣官爵，例加萧肄银青光禄大夫。数日后，召萧肄诘问：“学士张钧何罪被诛，你以何功受赏？”萧肄不能对。完颜亮说：“朕杀你不是难事，人们要以为我报私怨。”诏除名，放归田里，禁锢其不得出百里外。
金世宗年间，待讲兼礼部侍郎杨伯仁久在翰林院，文词典丽，金世宗说：“自韩昉、张钧后，则有翟永固，近日则张景仁、郑子聃，今则伯仁而已，其次未见能文者。”不数月，以杨伯仁兼左谏议大夫。